# Perimeter (Computerspiel)
Perimeter (russisch Периметр) ist ein Echtzeit-Strategiespiel (RTS) des in Kaliningrad ansässigen russischen Spieleentwicklers K-D Lab. Das Spiel wurde am 21. Mai 2004 in Russland von 1C und weltweit von Codemasters veröffentlicht. Im August 2006 erschien eine auch unabhängig vom Hauptspiel lauffähige Erweiterung mit dem Titel Perimeter: Emperor’s Testament (russisch Периметр: Завет Императора).
Der Nachfolger Perimeter 2: New Earth (russisch Периметр 2: Новая Земля) wurde am 13. Februar 2009 von Strategy First veröffentlicht, konnte jedoch nicht an den Erfolg des ersten Teils anknüpfen.

## Spielinhalt
Perimeter spielt in mehreren fiktiven Welten und der Spieler übernimmt die Rolle eines Legaten. Er kontrolliert die ihm unterstellte Kolonie in einer vorgegebenen Welt und muss dort ein neues Zentrum der Macht aufbauen. Beim Siedeln kann es sein, dass der Spieler auf ein anderes der drei Völker oder eine vierte Partei trifft, die sogenannten Scourge. Um sich zu verteidigen, baut der Spieler Fabriken für Nanobot-Einheiten und Laboratorien zum Erforschen neuer Technologien. Ist eine Technologie erforscht und sind genügend Nano-Einheiten zur Verfügung, so kann der Spieler die Einheiten nanomorphen und so stärkere Einheiten bilden.
Zu den in Rezeptionen hervorgehobenen Besonderheiten des Spiels gehört die Möglichkeit, das Gelände zu zerstören und durch Terraforming zu formen; eine Fähigkeit, die der Spieler strategisch einsetzen muss. Als besonders wichtig wird die Möglichkeit beschrieben, Truppen direkt auf dem Schlachtfeld in andere Typen umzuwandeln. Im Spiel wird diese Fähigkeit mit Nanotechnologie erklärt und entsprechend „nanomorphen“ genannt.

### Völker
Die Exodus sind ein religiöses Volk, das auf der Suche nach dem gelobten Land ist.
Die Harkbark lehnen die Religion ab und wollen zur alten Erde zurückkehren. Sie haben einen Weg gefunden, Scourge – feindliche Kreaturen – zu erschaffen und zu kontrollieren.
Das Imperium ist ein kriegerisches Volk, das sowohl die Religion als auch die Ideen des gelobten Lands und der alten Erde ablehnt und die Erschaffung einer weiter entwickelten, kybernetischen Menschheit anstrebt.

### Gebäude
Die Basis ist die Heimat der Gemeinschaft, die die letzte große Hoffnung des Überlebens der Menschheit darstellt. Hier befindet sich auch die Spirale, welche die Alpha- und Omegaportale zum Leben erweckt. Die erste Gruppe Kampfeinheiten wird über die Basis gesteuert. Jede weitere Gruppe benötigt ein weiteres Kommandozentrum.
Das Alpha-Portal führt auf der Kette der Welten zur Alten Erde zurück. Es schwebt in einer Umlaufbahn über dem Planeten. Das Omega-Portal führt zur nächsten Welt der Kette. Sobald es gebaut ist, ist es praktisch unzerstörbar.
Energie-Reaktoren beziehen ihre Energie aus dem Boden. Um zu funktionieren, müssen sie miteinander und mit der Basis verbunden sein. Die Reaktoren bilden dabei ein Energienetzwerk, das den Boden auflädt. Alle anderen Gebäude müssen in den geladenen Bereichen errichtet werden. Energie-Transmitter sorgen für Fernverbindungen zwischen Reaktoren, produzieren selbst aber keine Energie. Energie-Kollektoren ermöglichen die Speicherung zusätzlicher Energie über die Kapazität der Basis hinaus.
Soldaten, Offiziere und Techniker werden in jeweils eigenen Fabriken produziert. Verschiedene Labore ermöglichen das Umwandeln von Truppen in Nanomorph-Einheiten mit erweiterten Fähigkeiten, zum Beispiel mit zusätzlichen Waffen wie Lasern, Lenkflugkörpern oder Granaten oder erweiterten Bewegungsmöglichkeiten wie etwa unterirdischer oder fliegender Fortbewegung.
Daneben können Geschützstellungen gegen Luft-, Boden- und unterirdisch bewegliche Einheiten errichtet werden.

## Auszeichnungen
Auf der seit 2003 jährlich veranstalteten größten russischen Spieleentwickler-Konferenz KRI (russisch Конференция Разработчиков Игр) gewann das Spiel schon vor seiner Veröffentlichung die ersten Preise für das beste Game-Design sowie das beste PC-Spiel.
Mehrere Fachmagazine vor allem in Russland aber auch im Ausland sprachen beispielsweise ihre „Empfehlung der Redaktion“ aus oder kürten Perimeter zum Spiel des Monats.

## Rezeption
Der erste Teil Perimeter wurde von der Fachpresse uneinheitlich aufgenommen. Im Durchschnitt erreicht er eine Bewertung von 77 Prozentpunkten. Die Erweiterung Perimeter: Emperor’s Testament sowie der zweite Teil wurden einheitlicher aber auch schlechter bewertet (67 bzw. 51 %).
Die meisten Spielezeitschriften und Onlinemagazine loben insbesondere die – so wörtlich – „Innovationen“, die Perimeter einführt und mit denen es „frischen Wind in ein Genre bringt, das es nötig hat“ (GameSpot, 8,2 von 10 Punkten). Der britische PC Gamer beispielsweise meint, dass es dem Spiel mit seinen Neuerungen gelänge, „die meisten traditionellen Echtzeit-Strategiespiele aus dem Becken zu werfen“ (9/10 Punkte). Das deutsche Onlinemagazin Gamesmania meint, „etwas Originelleres gab es im Genre der Echtzeit-Strategie seit Jahren nicht, so viel taktischen Tiefgang auch nicht“, warnt jedoch vor einem hohen Schwierigkeitsgrad (85 %).
Kritisiert wird teilweise „das absolute miese Missionsdesign und die wirre Story, die spätestens nach einigen Spielstunden schon langweilt“ (Gamers.at, 77 %).

## Bezüge zu anderen Titeln
Das ebenfalls von K-D Lab entwickelte und 1998 veröffentlichte Renn- und Rollenspiel Vangers (russisch Вангеры) ist im selben fiktiven Universum wie Perimeter angesiedelt.
Mit Maelstrom wurde im Februar 2007 ein weiteres Echtzeit-Strategiespiel (RTS) desselben Entwicklerteams veröffentlicht, allerdings unter dem Firmennamen KD Vision oder kurz KDV Games, eines von K-D Lab im Oktober 2004 gegründeten Markenzeichens. Als Publisher treten ebenfalls 1C und Codemasters auf. Mit einer durchschnittlichen Bewertung von 59 % konnte auch Maelstrom nicht an den Erfolg von Perimeter anknüpfen.